# Agrostis serotina
Agrostis serotina é uma espécie de gramínea do gênero Agrostis, pertencente à família Poaceae.